# Rampe d'alimentation

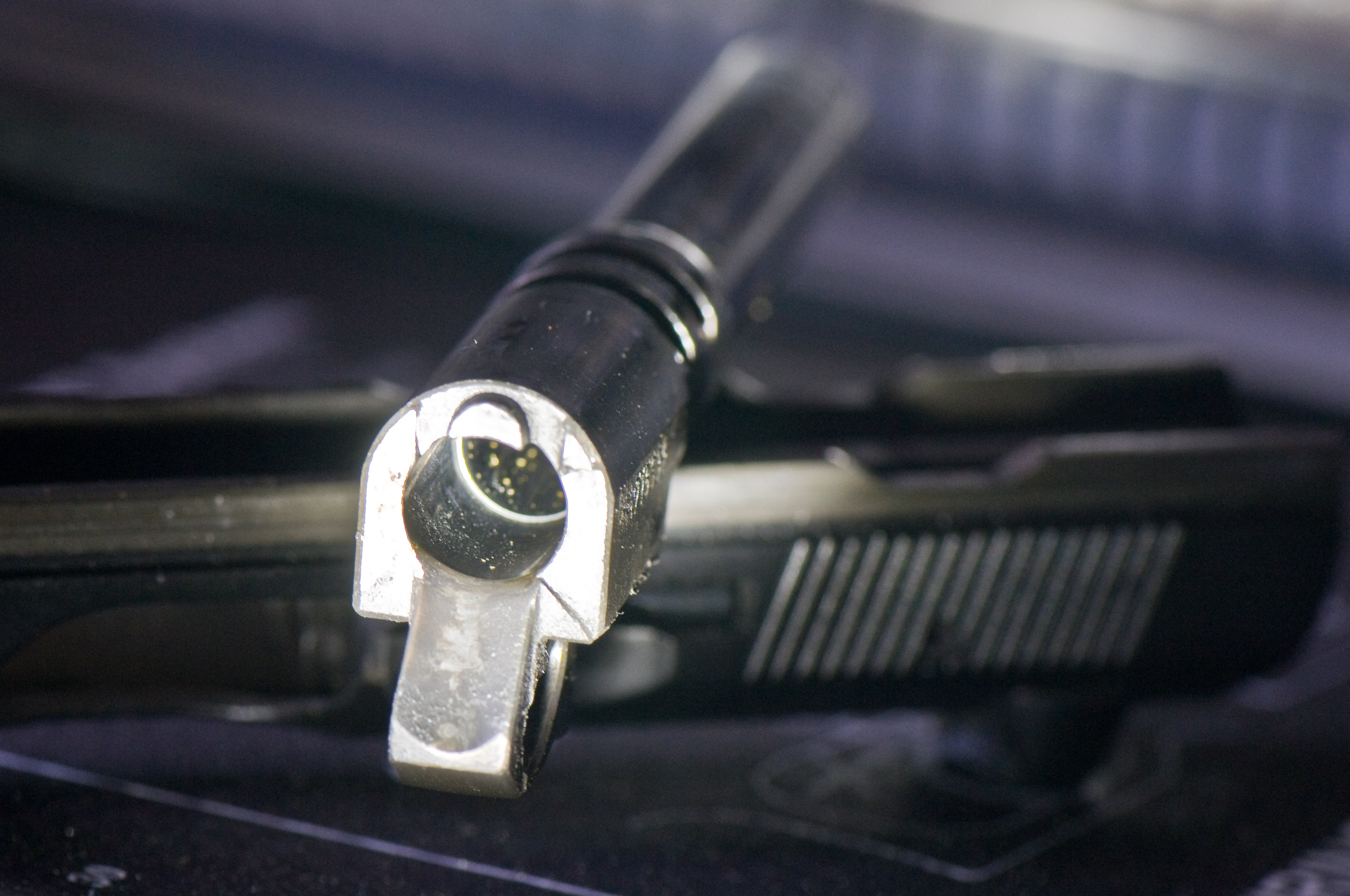
Côté arrière du canon du pistolet CZ-75B laissant apparaître la rampe d'alimentation.

La rampe d'alimentation d'une arme à feu est une pièce de métal finement usinée et polie qui permet le guidage de la cartouche depuis le haut du chargeur jusqu'à l'intérieur de la chambre de tir.
La rampe d'alimentation peut faire partie du chargeur (ArmaLite AR-7), du récepteur ou du cadre (Mauser C96) ou du canon (HK USP). Certaines armes à feu, comme le FN Five-seven, ont une chambre biseautée au lieu d'une rampe d'alimentation.

## Fonctionnement
La rampe d'alimentation est un élément essentiel des armes à feu semi-automatiques et  automatiques. Lorsque le pistolet est tiré et que l'étui usé est éjecté, la rampe d'alimentation fonctionne pour diriger une nouvelle cartouche du chargeur en position de tir ; c'est-à-dire que la nouvelle cartouche glisse le long de la rampe d'alimentation dans la batterie. 
La nécessité pour la cartouche de glisser à la fois vers l'avant et vers le haut le long de la rampe d'alimentation et dans le canon est la principale considération de conception qui fait de l'ogive la forme préférée pour toutes les cartouches de pistolets automatiques modernes (une balle à pointe creuse est une ogive tronquée), car il existe de nombreuses autres formes stables en vol balistique.

## Incidents et entretien
Une surface rugueuse ou la présence de débris sur la rampe d'alimentation peut décentrer les cartouches et provoquer un bourrage. Le polissage d'une rampe d'alimentation fait partie des tâches couramment effectuées par les armuriers.